# 950A busz (Budapest)
A budapesti 950A jelzésű éjszakai autóbusz Pestszentimre vasútállomás (Vasút utca) és Rákospalota, Kossuth utca között közlekedik, a 950-es busz betétjárataként. Rákospalota felől az autóbuszok csak a Szarvas csárda tér megállóhelyig közlekednek. A viszonylatot a Budapesti Közlekedési Zrt. üzemelteti. Összehangolt menetrend szerint közlekedik a 950-es viszonylattal.

## Története
A 2009-es paraméterkönyv óta közlekedik a 950-es busz bizonyos menetei helyett.
2019 szilveszteréről 2020-ra virradóan az M3-as metró éjszakai üzeme miatt rövidített útvonalon közlekedett, csak Újpest-központtól indulva járt.
2024. május 2-án üzemkezdettől Rákospalota felé megáll az Albert Flórián úton kialakított új megállóhelyen is.

## Útvonala
| Rákospalota, Kossuth utca felé |
| Pestszentimre vasútállomás (Vasút utca) vá. – Vasút utca – Törvény utca – Ady Endre utca – Nemes utca – Királyhágó út – Béke tér – Üllői út – Könyves Kálmán körút – Albert Flórián út – Nagyvárad tér – Üllői út – Kálvin tér – Múzeum körút – Károly körút – Deák Ferenc tér – Bajcsy-Zsilinszky út – Podmaniczky utca – Teréz körút – Nyugati tér – Váci út – Árpád út – felüljáró – Hubay Jenő tér – Bácska utca – Széchenyi tér – Epres sor – Régi Fóti út – Kossuth utca – Fő út – Rákospalota, Kossuth utca vá. |
| Szarvas csárda tér felé |
| Rákospalota, Kossuth utca vá. – Fő út – Széchenyi tér – Bácska utca – Hubay Jenő tér – felüljáró – Árpád út – Váci út – Nyugati tér – Teréz körút – Podmaniczky utca – Bajcsy-Zsilinszky út – Deák Ferenc tér – Károly körút – Múzeum körút – Kálvin tér – Üllői út – Nagyvárad tér – Orczy út – Elnök utca – Könyves Kálmán körút – Üllői út – Haladás utca – Szarvas csárda tér vá. |

## Megállóhelyei
Az átszállási kapcsolatok között a 950-es busz csak az útvonaluk eltérésénél van feltüntetve.
| 0  | Pestszentimre vasútállomás (Vasút utca) induló végállomás               |    | |
| 1  | Törvény utca                                                            |    | |
| 2  | Vásáros tér                                                             |    | |
| 3  | Ady Endre utca                                                          |    | |
| 4  | Kisfaludy utca                                                          |    | |
| 5  | Damjanich utca                                                          |    | |
| 5  | Alacskai úti lakótelep                                                  |    | |
| 6  | Alacskai út                                                             |    | |
| 7  | Kétújfalu utca                                                          |    | |
| 7  | Halomi út                                                               |    | |
| 8  | Beszterce utca                                                          |    | |
| 9  | Béke tér                                                                |    | |
| 10 | Ungvár utca                                                             |    | |
| 11 | Bajcsy-Zsilinszky út                                                    |    | |
| 12 | Honvéd utca                                                             |    | |
| 12 | Iparvasút                                                               |    | |
| 13 | Madarász utca                                                           |    | |
| 14 | Szarvas csárda tér érkező végállomás                                    | 68 | 980 |
| 15 | Thököly út                                                              | 67 | |
| 16 | Baross utca                                                             | 66 | |
| 17 | Kemény Zsigmond utca                                                    | 66 | |
| 18 | Margó Tivadar utca                                                      | 65 | 914 |
| 19 | Tinódi utca                                                             | 64 | 914 |
| 19 | Lajosmizsei sorompó                                                     | 63 | 914 |
| 20 | Villanytelep                                                            | 63 | 914 |
| 21 | Árpád utca                                                              | 62 | 914 |
| 21 | Fő utca                                                                 | 61 | 914 |
| 22 | Kossuth tér (↓) Kispest, Kossuth tér (↑)                                | 60 | 909, 914, 968 |
| 23 | Lehel utca                                                              | 59 | 914 |
| 24 | Nyáry Pál utca                                                          | 58 | 914 |
| 28 | Határ út M                                                              | 58 | 200E 914, 914A, 966, 999                                                                                                 |
| 28 | Száva kocsiszín                                                         | 55 | 914, 914A, 999 |
| 29 | Pöttyös utca M                                                          | 54 | 914, 914A, 999 |
| 31 | Ecseri út M                                                             | 52 | 914, 914A |
| 33 | Népliget M                                                              | 50 | 901, 914, 914A, 918 |
| 35 | Albert Flórián út                                                       | ∫  | 901, 914, 914A, 918 |
| ∫  | Szenes Iván tér                                                         | 48 | 914, 914A |
| 37 | Nagyvárad tér M                                                         | 46 | 914, 914A |
| 38 | Semmelweis Klinikák M                                                   | 44 | 914, 914A |
| 40 | Corvin-negyed M                                                         | 43 | 6 914, 914A, 923, 934 (hétvége hajnalban), 979, 979A                                                                     |
| ∫  | Köztelek utca                                                           | 41 | 914, 914A, 934 (hétvége hajnalban), 979, 979A                                                                            |
| 42 | Kálvin tér M                                                            | 41 | 100E 909, 909A, 914, 914A, 934 (hétvége hajnalban), 979, 979A                                                            |
| 43 | Astoria M                                                               | 36 | 100E 907, 907A, 908, 908A, 909, 909A, 914, 914A, 916, 931, 931A, 934 (hétvége hajnalban), 956, 973, 973A, 979, 979A, 990 |
| 47 | Deák Ferenc tér M                                                       | 35 | 100E 909, 909A, 914, 914A, 916, 931, 931A, 934 (hétvége hajnalban), 979, 979A, 990                                       |
| 47 | Szent István Bazilika                                                   | 33 | 914, 914A, 931, 934 (hétvége hajnalban), 979, 979A (hétvége hajnalban)                                                   |
| 49 | Arany János utca M                                                      | 32 | 914, 914A, 931 |
| 50 | Báthory utca / Bajcsy-Zsilinszky út                                     | 31 | 914, 914A, 931 |
| 52 | Nyugati pályaudvar M (Teréz körúton)                                    | 29 | 6 914, 914A, 923, 931, 934 S50 S70 S71 S72                                                                               |
| 56 | Nyugati pályaudvar M (buszvégállomáson)                                 | ∫  | 6 914, 914A, 923, 931, 934 S50 S70 S71 S72                                                                               |
| 57 | Lehel tér M                                                             | 24 | 914, 914A |
| 59 | Dózsa György út M                                                       | 22 | |
| ∫  | Göncz Árpád városközpont M (Váci úton, az Árbóc utca kereszteződésénél) | 21 | 901, 918 |
| 64 | Göncz Árpád városközpont M                                              | 17 | 901, 918 |
| 64 | Forgách utca M                                                          | 14 | |
| 66 | Fiastyúk utca                                                           | 13 | |
| 67 | Gyöngyösi utca M                                                        | 12 | |
| 68 | Újpest-városkapu M (Váci út)                                            | 10 | S72 |
| 70 | Árpád út (↓) Váci út (↑)                                                | 9  | |
| 71 | Újpest-városkapu M                                                      | 8  | |
| ∫  | Újpest-központ M (Árpád úton, az Újpesti Áruház előtt)                  | 7  | 914, 914A, 930, 996, 996A                                                                                                |
| 74 | Újpest-központ M (Árpád úton, a Kassai utca kereszteződésénél)          | 7  | 914, 914A, 930, 996, 996A                                                                                                |
| 74 | Erzsébet utca                                                           | 5  | 914, 996, 996A |
| 75 | Árpád üzletház                                                          | 4  | 914, 996, 996A |
| 76 | Árpád Kórház                                                            | 3  | 996, 996A |
| 77 | Víztorony                                                               | 2  | 996, 996A |
| 78 | Hubay Jenő tér                                                          | 1  | 996, 996A |
| 79 | Rákospalota, Széchenyi tér                                              | 0  | 950 |
| 80 | Régi Fóti út                                                            | ∫  | |
| 81 | Juhos utca                                                              | ∫  | |
| 82 | Kossuth utca, lakótelep                                                 | ∫  | |
| 83 | Rákospalota, Kossuth utca végállomás                                    | 0  | 950 |